# ريكاردو أرغونا
إدغار R. أرجونا موراليس (Edgar R. Arjona Morale) ؛(من مواليد 19 يناير 1964)، والمعروف باسم ريكاردو أرجونا (Ricardo Arjona) ؛ هو مغني وكاتب أغاني غواتيمالي ولاعب كرة السلة السابق ومدرس المدرسة. ريكاردو أرغونا هو واحد من أنجح الفنانين في أمريكا اللاتينية في كل العصور، مع أكثر من 40 مليون البوم من المبيعات.

وغالبا ما يطلق عليه اسم (El Animal Nocturno) وذلك بفضل نجاحه مع ألبومه الرابع الذي يحمل نفس الاسم. وتتراوح موسيقاه من القصص إلى البوب اللاتينية، والروك، وروك البوب، والموسيقى الكوبية، ومؤخرا عروض كابيلا ومزيج من موسيقى تيجانو Tejano music وموسيقى نورتينيوNorteño music، وغيرها من الأفروأمريكية Afro-American والأصوات اللاتينية.
ويلاحظ في أرغونا على أسلوبه الغنائي، وغالبا ما يتناول موضوعات مثل الحب، والحياة الجنسية، والعنف، والعنصرية والهجرة.

اعتبارا من عام 2016، أصدر أرغونا ستة عشر ألبوم استوديو، وألبوم واحد حي، وتسعة ألبومات تجميع وأربعة وأربعون فردي. وصلت أربعة ألبومات لأرغونا لرقم واحد على Billboard Top Latin Albums, وعشرة حصلت على رقم واحد في الأرجنتين. وأربعة ألبومات ظهرت على Billboard ..؛
أربعة أغاني فردية وصلت إلى المركز الأول على قائمة Billboard Latin Songs، وسبعة قد فعلت الشيء نفسه على قائمة Latin Pop Songs.
حصل عمله على العديد من الجوائز والأوسمة، بما في ذلك جائزة جرامي Grammy Award، ومرة في جائزة Latin Grammy Award,
فضلا عن الجوائز من الجمعية الأمريكية للملحنين والمؤلفين والناشرين American Society of Composers, Authors and Publishers.
وشعلة فضية وذهبية واثنين من طيور النورس الفضية من مهرجان فينيا ديل مار الدولي للأغنية لعام2010 (2010 Viña del Mar International وجائزتين للموسيقى اللاتينية Billboard Latin Music Awards, وجائزة «مسار لاتيني للعام Latin Trajectory of the Year Award» في جوائز أورغولوسامنت لاتينو Orgullosamente Latino لعام 2010.

## السيرة الذاتية

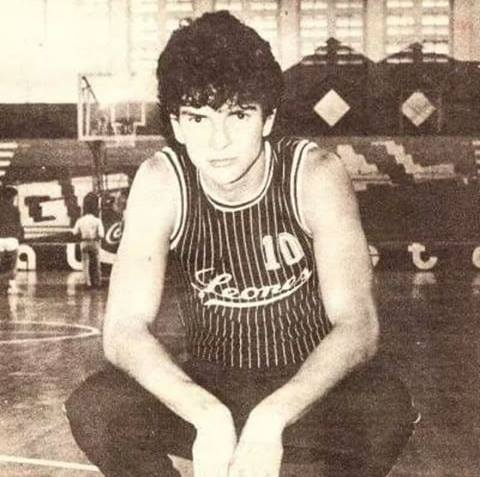

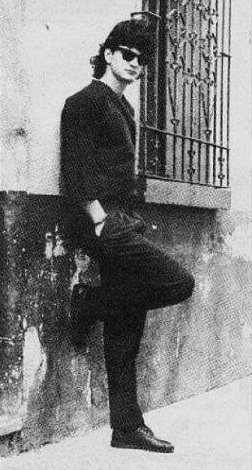
أرغونا في شبابه

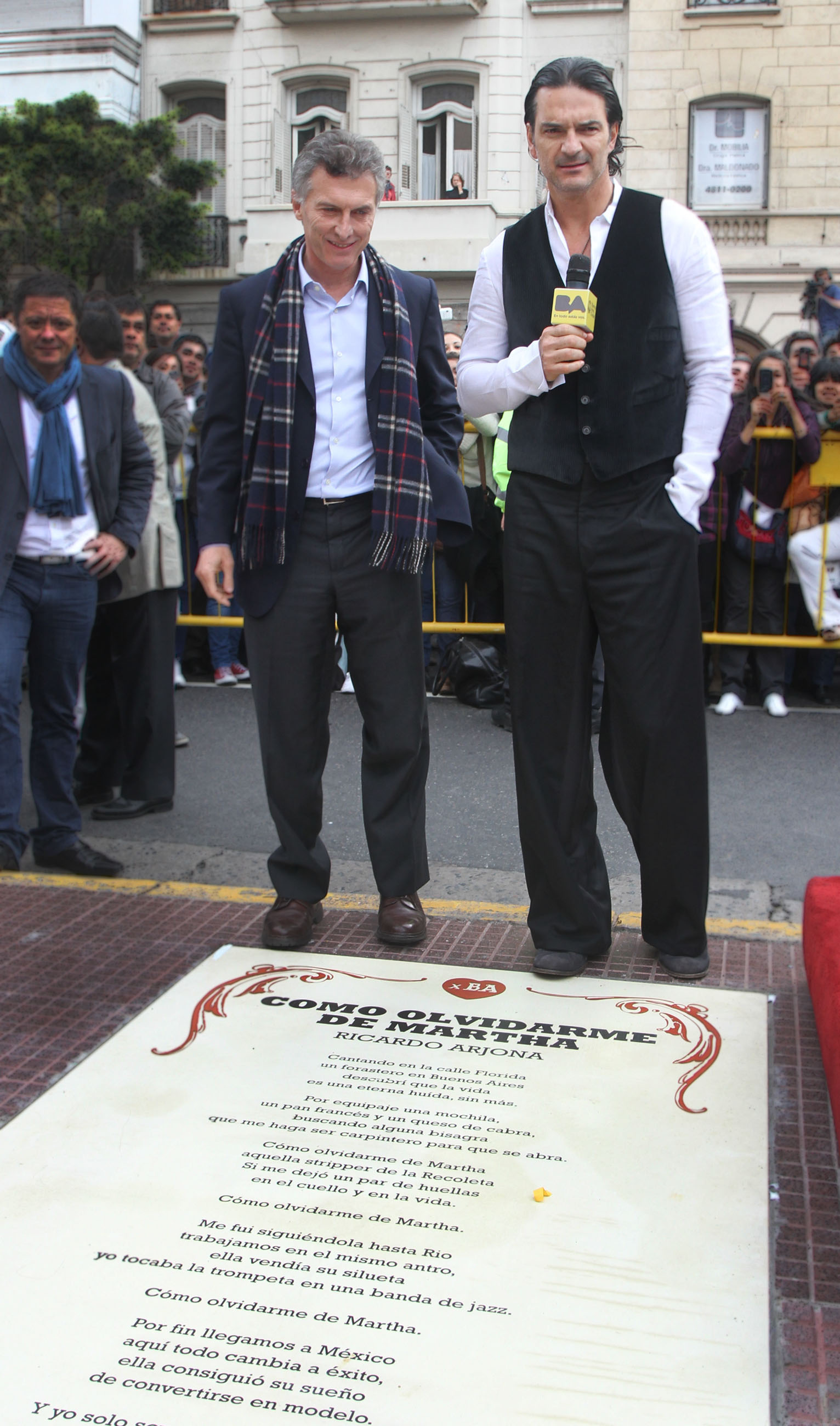
ريكاردو أرجونا تكريم في عام 2012 من قبل الرئيس الحالي للأرجنتين وعمدة مدينة بوينس آيرس

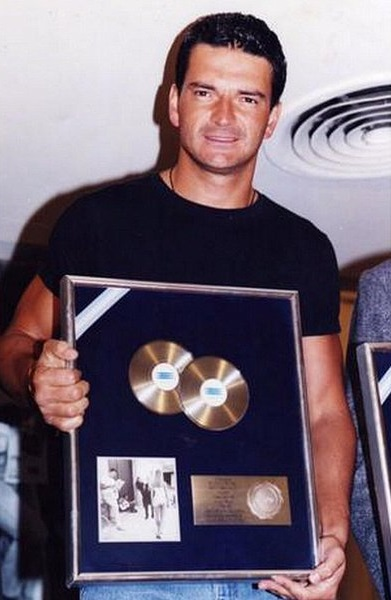
ريكاردو أرجونا يتلقى ألبوم البلاتين لألبومه Sin daños a terceros 1998.

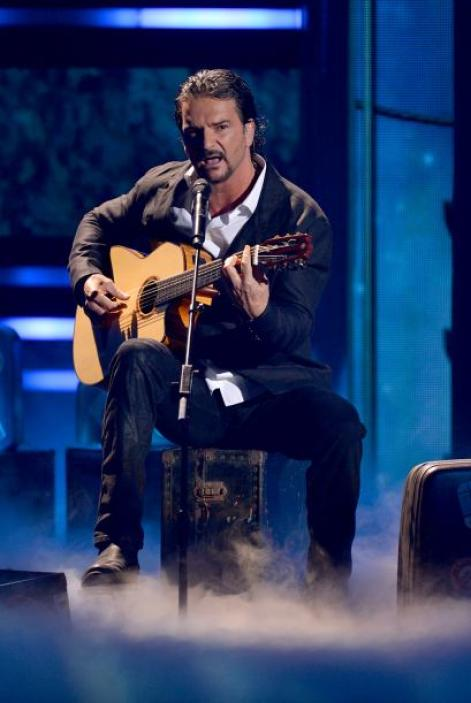
ريكاردو أرغونا في جوائز لو نيسترو لعام 2015.

ولد إدغار ريكاردو أرجونا موراليس في 19 يناير 1964، في جوكوتينانغو، في غواتيمالا، والده ريكاردو أرجونا موسكوسو ووالدته ميمي مورالس دي أرجونا. قضى معظم طفولته في مدينة غواتيمالا، حيث بدأ تعليمه الموسيقي.
في سن الثانية عشرة، شارك في مسابقة "Festival Infantil Juventud 74" بأغنية «غراسياس آل موندو Gracias al Mundo»، وهي أغنية من تأليف والده، وحصل على الفوز في هدا الحدث.
على الرغم من انه التحق في البداية في الهندسة المعمارية والهندسة في جامعة سان كارلوس دي غواتيمالا Universidad de San Carlos de Guatemala، تخرج بشهادة من كلية علوم الاتصالات.
في مدينة بوينس آيرس، في الأرجنتين، تزوج من ليزلي توريس Leslie Torres ولديهما طفلان: أدريا وريكاردو. وقد انفصلوا في عام 2005. واعتبارا من عام 2010، كان أرغونا أصبح يواعد العارضة الفنزويلية ديزي أرفيلو، الذي لديه منها طفل.

## حياته الرياضية
كان أرغونا لاعب كرة سلة موهوب لعب في ليونيس دو مارتي Leones de Marte وترياس TRIAS؛. قام بجولة في أمريكا الوسطى كعضو في فريق كرة السلة الوطني في غواتيمالا. سجل الرقم القياسي في النقاط (78) التي سجلت في مباراة واحدة في غواتيمالا.
كما درس في مدرسة ابتدائية (تسمى سانتا إيلينا Santa Elena III)؛.حيث ادعي انه امضي ست ساعات في تلقي الدروس وبقية اليوم في لعب كرة القدم: وأدى ذلك إلى زيارة ممثل وزارة التربية والتعليم الذي أرسل لتقييم التلاميذ.
ووجد الممثل أن تعليم الطلاب كان في الواقع أعلى من المتوسط. وفي عام 1988؛ أصبح مدرب كرة السلة في مدرسة للبنين (يدعى إنستيتوتو دون بوسكو Instituto Don Bosco).؛

## حياته الموسيقية

### في 1980: البدايات والانطلاقة المبكرة
بدأ أرغونا مسيرته الموسيقية في سن ال 21؛  عندما وقع مع شركة تسجيل غواتيمالية، فسجل Discos de Centroamérica, S.A؛ ووزعتها شركة بوليغرام PolyGram؛  وأصدر أول ألبوم له Déjame Decir Que Te Amo في عام 1985.
بسبب تجربته السلبية في تسجيل الألبوم وفشله التجاري، قرر التخلي عن الموسيقى والتعليم في المدرسة. في سن ال 24، غير أرغونا مساره والتمس الفرصة لتمثيل بلده في مهرجان أوتي OTI Festival بأغنية "Con Una Estrella En El Vientre".
 وبعد دلك أنتج أغنية "S.O.S Rescátame"؛  ألبومه الثاني، Jesús, Verbo No Sustantivo جلب له النجاح التجاري والنقدي في جميع أنحاء أمريكا اللاتينية والولايات المتحدة وأصبح الأكثر بيعا في العديد من أقاليم أمريكا الوسطى.

### في عام 1990
بدأ أرغونا العقد الجديد في التيلينوفيلا المكسيكية (أوبرا الصابون) بعمل "Alcanzar una Estrella"، والتي ساعدته في أن يصبح مغنيا معروفا في جميع أنحاء أمريكا اللاتينية.
بعد انضمامه إلى (سوني ميوزك Sony Music) في عام 1990 أصدر Del Otro Lado del Sol؛  أحد ألبوماته الأقل نجاحا.
في تلك السنة، بدأ في تأليف أغاني لفنانين آخرين، مثل يوري(فنانة) أغنية "Detrás de Mi Ventana"، لألبومها Nueva era ؛1993). واصبحت الاغنية مشهورة، ووصلت إلى رقم 1 في قائمة الاغاني اللاتينية الأمريكية لمدة ثلاثة اسابيع في عام 1994.

ثم وضع الأغنية في ألبومه التجريبي، Trópico؛2009)، جنبا إلى جنب مع الفنانة Melina León.
تم إصدار ألبوم "Animal Nocturno في عام 1993. احتوى الألبوم على الأغنية الفردية الناجحة "Mujeres" (المتحصلة على رقم 6 في الأغاني اللاتينية) وأغنية "Primera Vez" (المتحصلة على رقم 6 في الأغاني اللاتينية)؛  وحصل على ثلاثة عشر بلاتين وشهادات الماس واحدة.
بيع من ألبوم Animal Nocturno؛ 500,000 نسخة في عام 1994؛  وصعد أرغونا إلى الشهرة  جنبا إلى جنب مع عمله على تيلينوفيلا المكسيكية Alcanzar Una Estrella، والذي سمح له بعرض مهاراته في كتابة الأغاني والغناء.
وأكد سمعته مع الإفراج عن ألبومه الخامس، Historias.. بيع من الألبوم مليوني نسخة في جميع أنحاء أمريكا اللاتينية وحصل على سبعة وعشرين بلاتينيوم وشهادتين الماس؛  بما في ذلك البلاتين الرباعي في الأرجنتين.

Historias وصل لرقم 43 على (ألبومات توب اللاتينية Top Latin Albums)؛  وتحصلت الأغنية الفردية الناجحة "Te Conozco" (رقم 3 على Billboard Latin Songs) وأغنية "Señora De Las Cuatro Décadas" (رقم 7 على Latin Songs؛).
وكانت ألبوماته الرابع والخامس الأكثر مبيعا في حياته المهنية.

في 1996، أصدر ألبومه السادس، Si El Norte Fuera El Sur. كان هذا الألبوم الأول الذي تغلب فيه أرغونا على موضوع الحب لاستكشاف القومية والعولمة، من بين موضوعات اجتماعية-وسياسية أخرى. وكانت أغانيه الأربعة هي "Si El Norte Fuera El Sur" (رقم 9 في أغاني البوب اللاتينية). الموضوع الرئيسي لها هو العلاقة بين الولايات المتحدة وأمريكا اللاتينية.
أغنية "Tu Reputación" (رقم 18 في الأغاني اللاتينية، ورقم 2 في أغاني البوب اللاتينية)، وأغنية "Me Enseñaste" (رقم 18 في أغاني البوب اللاتينية)، وأغنية "Ella y Él" (رقم 24 في الأغاني اللاتينية، ورقم 8 على أغاني البوب اللاتينية). منحت Birchmeier awarded الألبوم 4.5 نجوم ".
إنه الألبوم الكلاسيكي الثالث لارغونا على التوالي، كل منها متميز عن سابقتها ". وسمت (بيلبورد Billboard) ألبوم الروك لعام 1997. حصل Si El Norte Fuera El Sur على العديد من الشهادات البلاتينية في الولايات المتحدة  والأرجنتين.
في عام 1998، أصدر ألبومه السابع، Sin Daños a Terceros.. وعلق تيري جينكينزTerry Jenkins من ألموسيك Allmusic، على تقييم الألبوم، وأعطاه 4 نجوم، وكتب إن "Sin Daños a Terceros هي استمرا لسلسلة إنجازات ريكاردو أرغونا، هده الألبومات تسلط الضوء على كل من مهارات التلحين وعلى وعيه الاجتماعي الحاد.
هدا الألبوم هو الألبوم الرابع على التوالي الدي تلقي نجاحات حاسمة، كما تمتع أيضا Sin Daños a Terceros بنجاح تجاري، وحصل على رقم 6 على Top Latin Albums، ؛ وحصل على رقم 3 على Billboard Latin Pop Albums؛ وقد احتوى على الأغنية الفردية "Dime Que No" حصلت على رقم 6 على Latin Songs، ورقم 3 على 3 Latin Pop Songs).
و "Mentiroso" (حصلت على رقم 22 على Latin Songs، ورقم 5 على Latin Pop Songs؛). حصل الألبوم على شهادات بلاتينية متعددة من الولايات المتحدة  والأرجنتين. تم بيع أكثر من 700,000 نسخة منه.
في 5 ديسمبر 1998، وأمام جمهور مباشر من أكثر من 100,000 شخص في سباق الخيل في مدينة غواتيمالا Hippodrome، سجل أرجونا أول ألبوم مباشر له، 1999 فيفو Vivo؛  حقق الألبوم نجاحا معتدلا، وحصل على شهادة غولد في المكسيك والبلاتين في الولايات المتحدة والأرجنتين.
أنتج أغنية "Desnuda"، التي أصبحت أول رقم 1 على Billboard Top Latin Songs؛  في ديسمبر 2005، كان Vivo قد بيع منه 243,000 نسخة في الولايات المتحدة، وهو ألبومه الأكثر مبيعا هناك حتى ذلك التاريخ.

## أعماله

### ألبومات استوديو
- Déjame decir que te amo (1985).
- Jesús, verbo no sustantivo (1988).
- Del otro lado del sol (1991).
- Animal nocturno (1993).
- Historias (1994).
- Si el norte fuera el sur (1996).
- Sin daños a terceros (1998).
- Galería Caribe (2000).
- Santo pecado (2002).
- Adentro (2005).
- 5to piso (2008).
- Poquita ropa (2010).
- Independiente (2011).
- Viaje (2014).
- Circo Soledad (2017).

### ألبومات مجمعة Álbumes recopilatorios
- éxitos (1990).
- Oro romántico (1995).
- Historia de un animal nocturno (1997).
- Ricardo Arjona y sus amigos (1998).
- Tiempo de bohemia (1998).
- Tropical (2001).
- grandes éxitos (álbum de Ricardo Arjona) (2003).
- Grandes éxitos (2003).
- Grandes éxitos vol. 2 (2003).
- Lados B (2003).
- Lo mejor de Ricardo Arjona (2003).
- Solo (2004).
- Canto nuevo (2004).
- Quién dijo ayer (2007).
- Simplemente... lo mejor (2008).
- Trópico (2009).
- Lo esencial de Ricardo Arjona (2010).
- Dos clásicos (2011).
- Canciones de amor (2012).
- Sólo para mujeres (2013).
- Apague la luz y escuche (2016).

### الأغاني المؤلفة للفنانين الآخرين
- «La mujer que no soñé» (Eduardo Capetillo y Moderatto).
- «Solo una mujer» (Bibi Gaytán).
- «Entre la espada y la pared» (Marcos Llunas).
- «Detrás de mi ventana» (Yuri y Jenni Rivera).
- «Si no estás aquí» (Michelangelo).
- «Vale la pena continuar» (Jorge Muñiz).
- «Espantapájaros» (Miguel Luna).
- «Sueño de locos» (Miguel Luna).
- «Amanecer sin ti» (Héctor Yáber).
- «Arena y sal» (Héctor Yáber).
- «Laberinto» (Héctor Yáber).
- «Solo en el amor» (Héctor Yáber).
- «Un último abrazo» (Héctor Yáber).
- «A la hora del recreo» (Las Tortuguitas).
- «Amor infantil» (Las Tortuguitas).
- «Chico extraño» (Las Tortuguitas).
- «Ilusión» (Las Tortuguitas).
- «Asignatura pendiente» (Ricky Martin).
- «Por eso te quiero» (Microchips).
- «Yo quiero ser» (Microchips).
- «Ganas» (Microchips).
- «Tu amor, mi vitamina» (Microchips).
- «Blues de Mar» (Gaby Moreno).
- «A la luz de la luna» (Microchips).
- «Sola» (Ana Cirré).

## الموسيقيين
خلال رحلاته، عادة ما يرافق أرغونا فريق من الموسيقيين الموهوبين والمهنيين:
| الاسم                                       | الآت                                    |
| ------------------------------------------- | --------------------------------------- |
| توني ريجا (Tony Rijos) بورتوريكو            | قيثارات- مدير الموسيقى                  |
| اوتو دي افالوس (Otto Avalos) كوبا           | كمان                                    |
| فيكتور باترون (Victor Patron) المكسيك       | Piano- Teclados بيانو                   |
| لويس ري (Luis Rey) المكسيك                  | قيثارة                                  |
| إسحاق إشيفاريا Isaac Echevarria بورتوريكو   | Bajo                                    |
| جيوفاني فيغيروا (Giovanni Figueroa) المكسيك | Batería - Percusión (música)\|Percusión |
| ارماندو مونتيل (Armando Montiel) المكسيك    | Percusión                               |
| يينر هورتا (Yainer Horta) كوبا              | Saxofón - Teclado - Melódica            |
| سوزي (Suzy) كولومبيا                        | Coros - Guitarra                        |

## الجوائز
قائمة الجوائز List of awards and nominations received by Ricardo Arjona

## وصلات خارجية
- ريكاردو أرغونا على موقع IMDb (الإنجليزية)
- ريكاردو أرغونا على موقع ميوزك برينز (الإنجليزية)
- ريكاردو أرغونا على موقع أول ميوزيك (الإنجليزية)
- ريكاردو أرغونا على موقع ديسكوغز (الإنجليزية)